# Jägerkaserne (Konstanz)

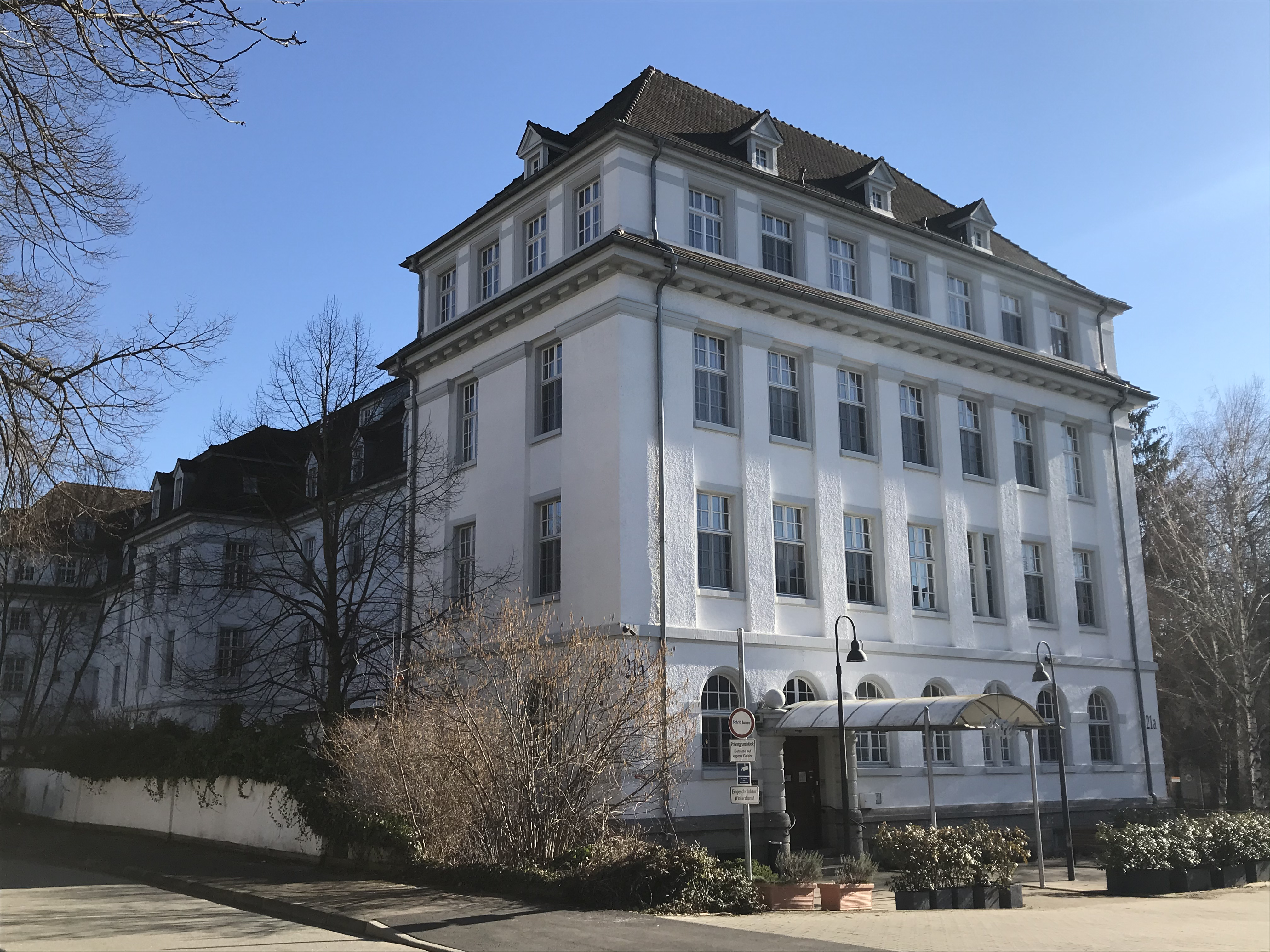
Ehemalige Jägerkaserne Konstanz

Die Jägerkaserne war eine Kaserne in Konstanz, Baden-Württemberg. Sie wurde von 1914 bis 1917 erbaut und befand sich in der Steinstraße, im Stadtteil Petershausen-West.

## Geschichte
Die Kaserne wurde für Infanterietruppen des Deutschen Kaiserreichs errichtet, nachdem 1914 der Kriegszustand ausgerufen wurde. Die rechteckig gruppierte neobarocke Kasernenanlage bestand aus zwei Mannschaftsgebäuden, einem Wirtschaftsgebäude, einem Kammergebäude, einer Exerzierhalle, einem Stall, einem Stabshaus, einem Familienhaus und einem Beamtenhaus.
Nachdem Konstanz am 26. April 1945 von der 5. Französischen Panzerdivision der 1. Französische Armee fast kampflos eingenommen wurde, bezogen Französische Streitkräfte die Kaserne. Nach dem Abzug der französischen Streitkräfte im Jahre 1978 ging die Kasernenanlage in Privatbesitz über und die Stadt Konstanz erstellte einen Bebauungsplan für Wohnbebauung mit Studentenwohnungen und einer Kindertagesstätte. Die Kindertagesstätte erfolgte als Neubau auf dem ehemaligen Exerzierplatz, in der Mitte des Komplexes. Im ehemaligen Offizierscasino befindet sich seit 1994 ein Hotel. Die Exerzierhalle und das Kammergebäude wurden in eine Sporthalle und ein Jugendzentrum umgewidmet.